# إليانور بينتر سترونغ
إليانور بينتر سترونغ (بالإنجليزية: Eleanor Painter Strong) هي مغنية ومغنية أوبرا أمريكية، ولدت في 12 سبتمبر 1891 في ووترفيل في الولايات المتحدة، وتوفيت في 3 نوفمبر 1947 في كليفلاند في الولايات المتحدة.

## وصلات خارجية
- إليانور بينتر سترونغ على موقع IMDb (الإنجليزية)
- إليانور بينتر سترونغ على موقع قاعدة بيانات برودواي على الإنترنت (الإنجليزية)